# Tangata nigra
Tangata nigra là một loài nhện trong họ Orsolobidae.
Loài này thuộc chi Tangata. Tangata nigra được Raymond Robert Forster & Norman I. Platnick miêu tả năm 1985.